# 9丁目駅 (パストレイン)
9丁目駅（9ちょうめえき、英: Ninth Street）はマンハッタン区グリニッジ・ヴィレッジの9丁目と6番街交差点に位置するパストレインの駅。

## 駅構造
| G           | 地上階                       | 出入口 |
| B1 ホーム階 | 南行線                       | ← HOB–33 ホーボーケン駅行き（クリストファー・ストリート駅） ← JSQ–33 ジャーナル・スクエア駅行き（クリストファー・ストリート駅） ← JSQ–33 (via HOB) ジャーナル・スクエア駅行き（クリストファー・ストリート駅） |
| B1 ホーム階 | 島式ホーム、左側のドアが開く | |
| B1 ホーム階 | 北行線                       | → HOB–33 33丁目駅行き（14丁目駅）→ JSQ–33 33丁目駅行き（14丁目駅）→ JSQ–33 (via HOB) 33丁目駅行き（14丁目駅）→                                                                                                |

当駅は1908年2月25日に開業した島式ホーム1面2線の地下駅である。当駅の東にIND6番街線の緩行線が、真下に同線の急行線があるが、壁で隔たれて当駅からは見えない。

## 周辺施設
- ジェファーソンマーケット図書館（英語版）
- ニュースクール大学
- ニューヨーク大学
- ワシントン・スクエア公園